# MOTHER MUSIC - 37FM -
MOTHER MUSIC - 37FM -（マザー・ミュージック- サーティセブン・エフエム -）は、TOKYO FMなどで放送されていたラジオ番組。ここでの、「MOTHER MUSIC（マザーミュージック）」は「音楽の源」を意味し、「37FM」とは当時のネット局37局を示している。タイムテーブルにも「MOTHER MUSIC 音楽ムーブメントの「源＝MOTHER」となる!!」とあった。
2003年1月に、Kiss-FM KOBEがJFNに加盟し、同年4月からJFNの放送を開始したものの、この番組自体をネットしていなかったため、リニューアルまでこの「37FM」は引き継がれた。DJは田邉香菜子。ただし彼女が休暇をとった場合、この番組は2時間各アーティストが担当した。
正式には、「MOTHER MUSIC supported by MITSUBISHI MOTORS」（マザー・ミュージック・サポーテッド・バイ・ミツビシ・モータース）といい、三菱自動車がメインスポンサーとなっていた。そのため、前番組である「やまだひさしのラジアンリミテッド」(深夜枠に移動) と比べ、リスナーのターゲット層はやや高めの10代後半から20代となっていた。
このリニューアル番組は、MOTHER MUSIC RECORDS。

## 番組提供
- Heart-Beat MITSUBISHI MOTORS
- ブルボン
- ヨドバシカメラ
- 明治製菓

その他、前番組やまだひさしのラジアンリミテッドから引き続き、PTのため、各局CMとなっている。
| TOKYO FM / JFN 月曜 - 木曜 夜ワイド番組                                                                     | TOKYO FM / JFN 月曜 - 木曜 夜ワイド番組        | TOKYO FM / JFN 月曜 - 木曜 夜ワイド番組        |
| 前番組 | 番組名                                         | 次番組                                         |
| --- | ---------------------------------------------- | ---------------------------------------------- |
| やまだひさしのラジアンリミテッド （1999年4月 - 2002年9月）制作上の前番組は、月曜から水曜までの25時 - 27時枠 | MOTHER MUSIC -37FM- （2002年10月 - 2004年3月） | MOTHER MUSIC RECORDS （2004年4月 - 2005年9月） |